# 파올로 조비오

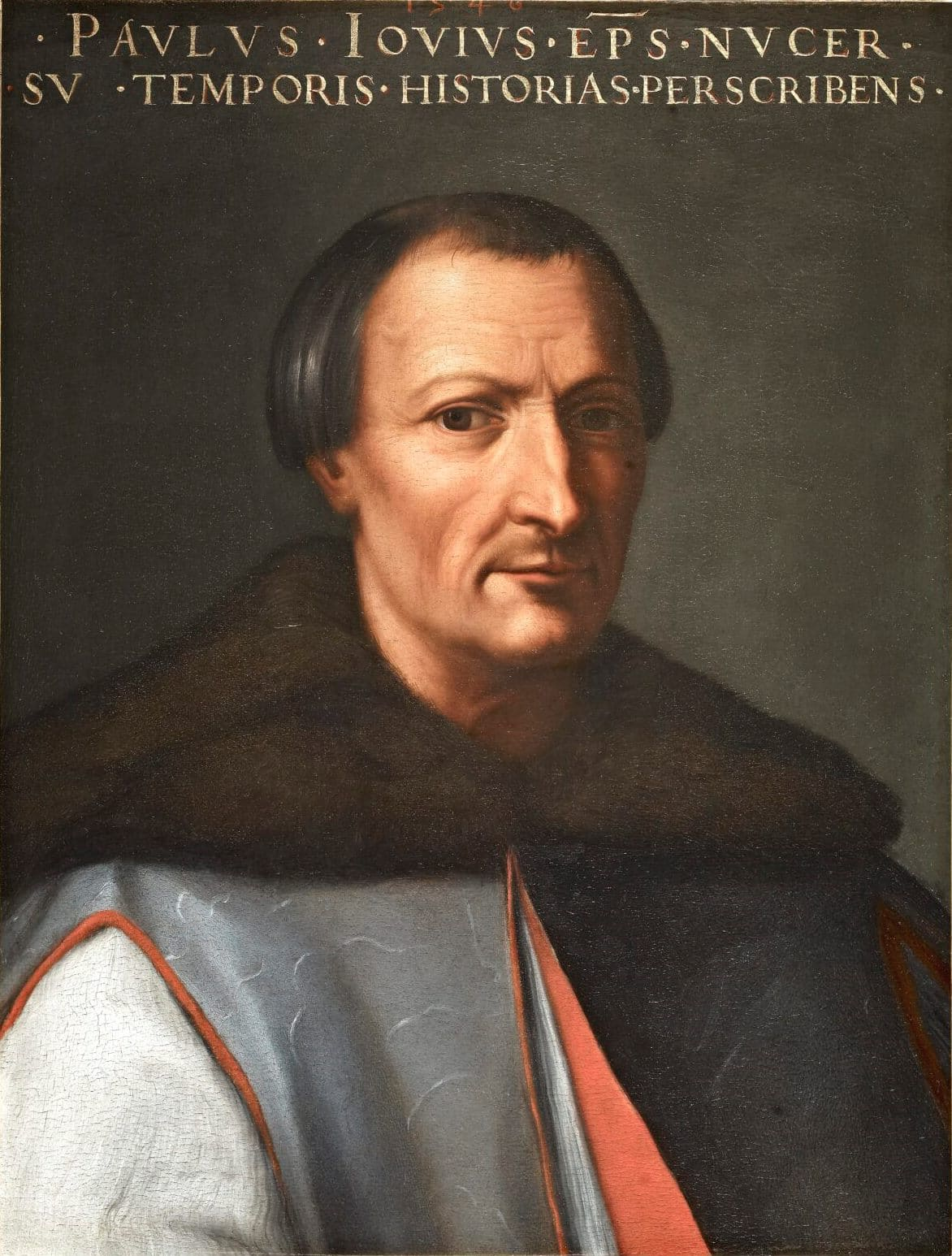
크리스토파노 델랄티시모가 그린 파올로 조비오의 초상화, 우피치 미술관 소장

파올로 조비오(이탈리아어: Paolo Giovio, 다른 표기: Paulo Jovio; 라틴어: Paulus Jovius, 1483년 4월 19일~1552년 12월 11일)는 이탈리아의 의사이자 역사가, 전기 작가, 성직자이다.

## 초기 생애
조비오의 어린 시절에 대해서는 알려진 바가 거의 없다. 그는 코모 출신으로, 그의 가문은 코모 호수의 작은 섬인 이솔라 코마치나 출신이었다. 그는 코모에서 가장 오래되고 저명한 가문 중 하나인 자노비(Zanobi) 가문에 속했으며, 특히 대 플리니우스와 소 플리니우스를 비롯한 코모의 위대한 역사학자들에 대한 문화적 유산에 헌신적이었다.
그의 아버지는 공증인이었으며, 1500년경 사망했다. 그의 후견인이자 멘토는 형인 베네데토 조비오(Benedetto Giovio, 1471년경 – 1545년경)였으며, 그는 저명한 시민 인사이자 지역 역사가, 고대 유물 연구가로서 체사레 체사리아노와 함께 비트루비우스의 《건축서》(De architectura) 번역과 주석 작업(1521년, 코모)에 참여하는 등 여러 프로젝트에 관여했다.
형의 뜻에 따라 파올로는 1498년부터 1507년까지 파비아 대학교와 파도바 대학교에서 의학을 공부했으며, 마르칸토니오 델라 토레와 피에트로 폼포나치 밑에서 수학했다. 그는 1511년에 학위를 취득했다.

## 경력
조비오는 코모에서 의사로 일했으나, 흑사병이 그 도시를 휩쓸자 1513년에 로마로 이주하였다. 그는 경력 대부분을 교황청 궁정에서 보냈으며, 당시의 주요 정치 및 지식인들과 교류하며 아카데미아 델라 비르투(Accademia della Virtù)와 아카데미아 델리 인트로나티(Accademia degli Intronati)의 일원이 되었다. 교황 레오 10세는 그에게 로마 대학교에서 도덕 철학과 자연 철학 교수직을 맡겼으며, 기사 작위도 수여했다. 이 시기에 그는 역사 에세이를 쓰기 시작했고, 레오 10세가 죽자 곧바로 그의 회고록을 집필했다.
1517년, 조비오는 줄리아노 데 메디치의 아들인 줄리오 추기경(훗날 교황 클레멘스 7세)의 전속 의사로 임명되었다. 그는 현장에서 《최선의 식이요법에 대하여》(De optima victus ratione)와 같은 논문을 집필했으며, 당시의 약학에 대한 의문과 치료보다는 예방이 우선시되어야 한다는 견해를 밝혔다.
1527년 로마 약탈 당시 조비오는 클레멘스 7세를 도왔으며, 1526년부터 1528년까지는 비토리아 콜론나의 초청으로 이스키아 섬에 머물렀다. 1528년 그는 노체라 데 파가니(Nocera de' Pagani) 주교로 임명되었다. 조비오는 드미트리 게라시모프가 클레멘스 7세에게 보낸 사절단에 관한 기록을 남겼으며, 이 글에는 모스크바 대공국에 대한 상세한 지리적 정보가 담겨 있다.
1536년, 조비오는 코모 호수에 자신의 별장을 지었고, 이를 무세오(Museo)라 부르며 유명한 군인과 문인들의 초상화를 수집하는 공간으로 삼았다. 클레멘스 7세가 사망한 후 그는 은퇴했다. 그는 회화뿐 아니라 고대 유물과 신대륙에서 가져온 수집품들까지 모았으며, 그의 컬렉션은 그러한 물품들을 포함한 최초의 컬렉션 중 하나였다. 현재 우피치 미술관에 전시된 조비오 연작(Giovio Series)은 이 초상화 컬렉션을 복제한 것이다.

## 사망
1549년, 교황 바오로 3세는 조비오에게 코모 주교직을 허락하지 않았고, 그는 피렌체로 이주하여 1552년에 그곳에서 사망했다.

## 저작

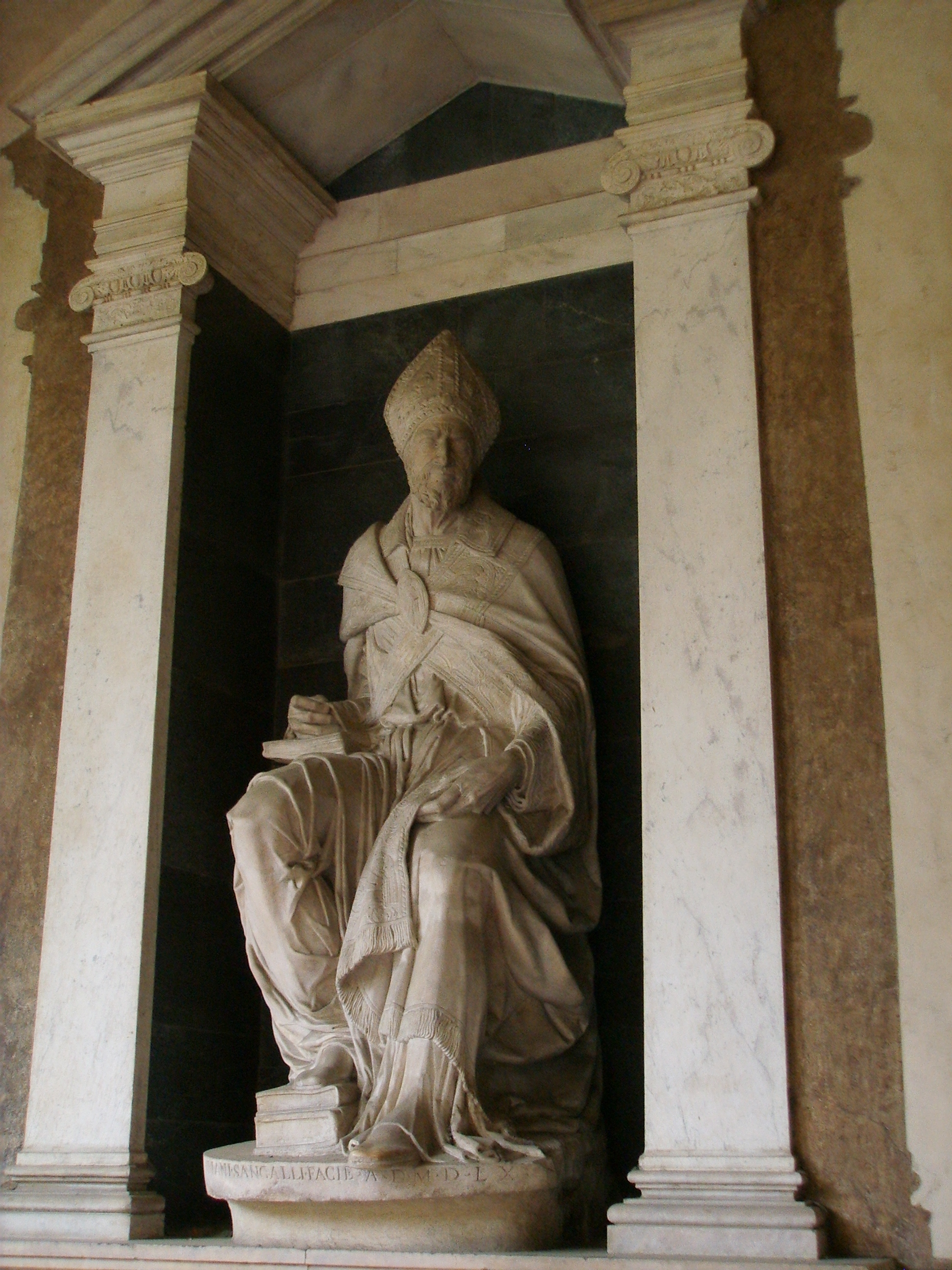
피렌체의 산 로렌초 대성당에 있는 프란체스코 다 산갈로의 파올로 조비오 기념비

조비오는 무엇보다도 《당대사》(역사서)(Historiarum sui temporis libri XLV), 《유명 인사들의 생애》(Vitae virorum illustrium, 1549-1557), 그리고 《전쟁 용맹으로 이름난 인물들의 찬사》(Elogia virorum bellica virtute illustrium, 1554) 등의 저서로 잘 알려져 있다.
그는 이탈리아 전쟁을 기록한 연대기 작가로 가장 기억된다. 《그의 시대사 제1부》(La prima parte dell'historie del suo tempo)에서 그는 포르노보 전투에서의 동맹군 패배 이후 이탈리아 병사들이 경멸받게 되었다고 주장했다. 그는 수많은 전투를 직접 목격했으며, 그의 기록은 이 시기의 중요한 1차 사료 중 하나로 평가된다. 그의 저서에는 스컨데르베우에 관한 내용도 많은 부분을 차지한다.
그는 라파엘로의 가장 오래된 전기 작가로도 알려져 있다.
조비오의 대표 저작물은 다음과 같다:
- 《로마의 물고기에 대하여》(De romanis piscibus) (1524)
- 《모스크바 대공 바실리의 사절단에 대하여》(De legatione Basilii Magni Principis Moschoviae) (1525)
- 《투르크인의 일에 대한 논평》(Comentario de le cose de' Turchi) (1532)
- 《문학으로 이름난 인물들의 찬사》(Elogia virorum litteris illustrium 또는 Elogia doctorum virorum) (1546)
- 《브리타니아, 스코틀랜드, 아일랜드, 오크니 제도의 서술》(Descriptio Britanniae, Scotiae, Hyberniae et Orchadum) (1548)
- 《생애집》(Vitae) (1549)
- 《파올로 조비오의 당대사》(Pauli Jovii historiarum sui temporis) (1550–1552)
- 《전쟁 용맹으로 이름난 인물들의 찬사》(Elogia virorum bellica virtute illustrium) (1554) – 그는 이탈리아 전쟁에 참여한 많은 인물들, 특히 곤살로 페르난데스 데 코르도바를 직접 목격했다.
- 《군사 및 연애 문장에 관한 대화》(Dialogo dell'imprese militari et amorose) (1555)

## 참고 문헌
- Oman, Charles (1937). 《A History of the Art of War in the Sixteenth Century》. London: Methuen & Co.
- Zimmerman, T. C. (1995). 《Paolo Giovio: The Historian and the Crisis of Sixteenth-Century Italy》. Princeton, NJ: Princeton University Press. ISBN 9781400821839.
- Giovio, Paolo (2013).  Gouwens, Kenneth, 편집. 《Notable Men and Women of Our Time》. The I Tatti Library. Cambridge, MA: Harvard University Press. ISBN 9780674055056.
- Santosuosso, Antonio (1994). “Anatomy of Defeat in Renaissance Italy: The Battle of Fornovo in 1495”. 《The International History Review》 (Taylor & Francis Ltd) 16 (2 (May)): 221–250. doi:10.1080/07075332.1994.9640674. In the sixteenth century, Paolo Giovio claimed that the defeat ruined the reputation of Italian soldiers, causing foreigners to despise them and beginning a chain of events which made Italy a servant.